# Ferrovia Pavia-Stradella
La ferrovia Pavia-Stradella è una linea ferroviaria italiana lunga 35 km, gestita da Rete Ferroviaria Italiana, che collega le città di Pavia e Stradella, in Lombardia. 

## Storia
| Tratta          | Inaugurazione     |
| --------------- | ----------------- |
| Broni-Stradella | 22 luglio 1858    |
| Pavia-Bressana  | 15 novembre 1867  |
| Bressana-Broni  | 11 settembre 1882 |

La costruzione della ferrovia tra Bressana Bottarone e Broni fu voluta dal politico Agostino Depretis (1813-1887), otto volte presidente del Consiglio dei ministri del Regno d'Italia, che era originario proprio di Bressana; per tale motivo la linea viene ancora oggi chiamata, a volte, ferrovia Depretis.

## Percorso
| Continuation backward |

|  | Unknown route-map component "ABZg+l" | Unknown route-map component "CONTfq" |

| Station on track |

| Unknown route-map component "ev-SHI2gr" | Unknown route-map component "d" |

| Unknown route-map component "dWASSERq" | Unknown route-map component "exdWBRÜCKE" | Unknown route-map component "dWBRÜCKE" | Unknown route-map component "dWASSERq" | Unknown route-map component "d" |

| Unknown route-map component "evÜSTr" | Unknown route-map component "d" |

| Unknown route-map component "dRAq" | Unknown route-map component "vSKRZ-Ao" | Unknown route-map component "dRAq" | Unknown route-map component "d" |

| Unknown route-map component "vKMW" | Unknown route-map component "d" |

| 30+000 |
| 23+462 |

| Unknown route-map component "dCONTgq" | Unknown route-map component "d" + One way rightward | Straight track |  |

| Unknown route-map component "exCONTgq" | Unknown route-map component "eABZg+r" |  |

| Station on track |

| Unknown route-map component "hKRZWae" |

| Station on track |

| 12+584 |
| 0+000  |

| Unknown route-map component "CONTgq" | Unknown route-map component "ABZgr" |  |

| Unknown route-map component "HSTeBHF" |

| Station on track |

| Unknown route-map component "HSTeBHF" |

| Unknown route-map component "SKRZ-Au" |

| Unknown route-map component "CONTgq" | Unknown route-map component "ABZg+r" |  |

| Station on track |

| 12+952 |
| 50+495 |

| Station on track |

| Continuation forward |

## Traffico
La linea è servita da treni regionali della società Trenord sulla relazione Milano Greco Pirelli-Pavia-Stradella, a cadenza oraria con un'interruzione tra le 10 e le 12 circa; vi sono quattro coppie di treni prolungate da Stradella su Piacenza.

## Caratteristiche
La linea è a scartamento ordinario di 1 435 mm ed elettrificata alla tensione di 3000 V in corrente continua; il binario è singolo nella tratta Bressana Bottarone-Broni e doppio tra Pavia e Bressana Bottarone, tratta in comune con la ferrovia Milano-Genova, e tra Broni e Stradella, tratta condivisa con la linea Piacenza-Alessandria.